# Аллея Смелых
Алле́я сме́лых (бывш. нем. Aweider Allee) — улица в Калининграде Калининградской области России. Носит своё имя в честь 26-й гвардейской стрелковой дивизии, проявившей героизм во время штурма города во время Великой Отечественной войны. Память об этом событии увековечена мемориальной доской на одном из зданий аллеи.

## Расположение
Аллея Смелых в Калининграде начинается от улицы Дзержинского, неподалеку от Фридландских ворот, проходит по жилым кварталам, проходит над железной дорогой, и заканчивается на пересечении с Большой Окружной улицей у храма Спиридона Тримифунтского.

## История

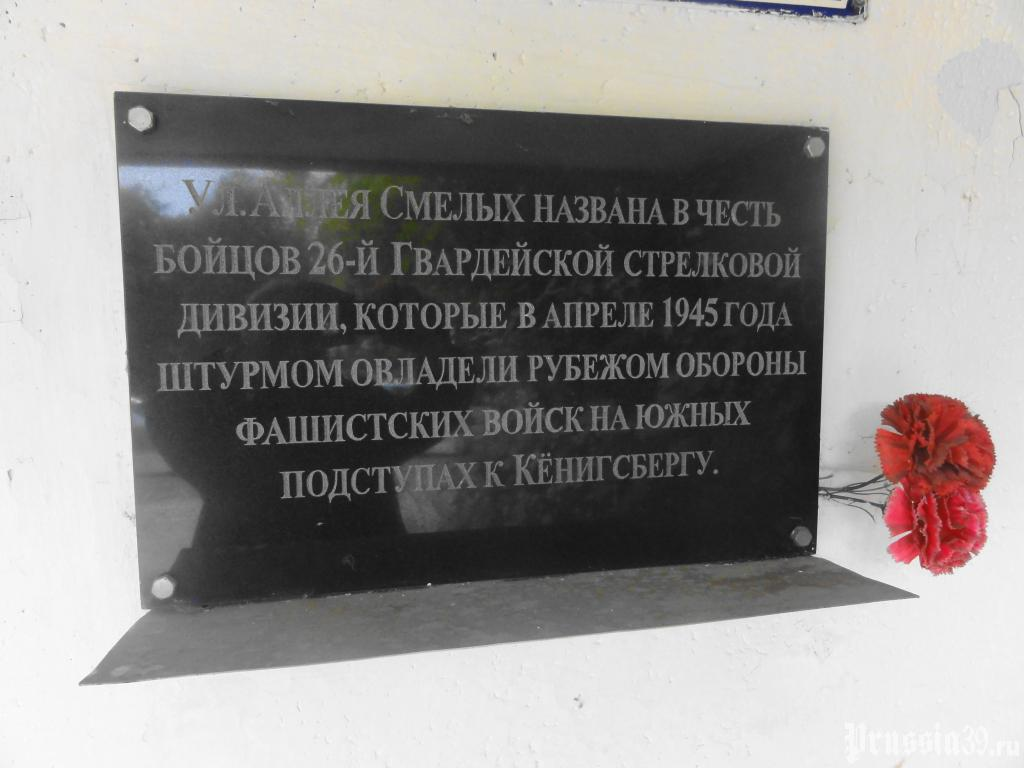
Памятная табличка

Начало апреля 1945 года ознаменовалось началом битвы за Кёнигсберг, который представлял собой неприступную крепость нацистской Германии. Советским войскам пришлось столкнуться с многоуровневой системой обороны, включающей три кольца укреплений, скрытые подземные производства, обширные арсеналы и склады, а также мощную цитадель в сердце города. Преодоление этих укреплений потребовало от советских солдат невероятного мужества и привело к колоссальным потерям как среди наступающих, так и среди обороняющихся. Под командованием маршала Александра Василевского 3-й Белорусский фронт начал наступление. Ключевую роль в нем сыграла 11-я гвардейская армия под командованием генерал-полковника Кузьмы Галицкого, в составе которой 26-я стрелковая дивизия вела штурм южных подступов к городу. Дивизия сумела захватить оборонительный рубеж и прорваться в центральные районы города.
После окончания войны Авайдер-аллею (нем. Aweider Allee) переименовали в улицу Смелых, а затем в «Аллею смелых».

## Достопримечательности
- Братская могила советских воинов,  391510237940004 — Место на улице Калининграда, где ныне располагается воинская часть, стало последним пристанищем для 390 советских воинов, похороненных в братской могиле. Памятник, установленный в 1956 году, увековечивает память бойцов, отдавших свои жизни в последний месяц войны[2]. По центральной оси площадки расположен пирамидальный обелиск из чёрного гранита высотой 3 м, перед которым находится чаша Вечного огня, а по обе стороны от обелиска — две бетонные стены с эпитафиями: «Вечная слава героям, павшим в боях за нашу Советскую Родину», «Здесь похоронены воины советской армии, павшие при штурме города-крепости Kенигсберг». Вдоль центральной дороги расположены шесть могильных холмов с бетонными бордюрами, на каждом из которых вертикально установлены две мемориальные плиты с высеченными именами погибших солдат[3]. В 2007 году этот мемориальный комплекс вошел в список объектов культурного наследия муниципального значения. В 2010 году была произведена реконструкция памятного мемориала[1];
- Административное здание,  391410168760015;
- Комплекс зданий городской скотобойни,  391420273700005;
- Водонапорная башня,  391410168760065;
- Дом жилой,  391410168760045;
- Дом жилой,  391410168760025;
- Дом жилой,  391410168760035;
- Дом жилой,  391410168760055.

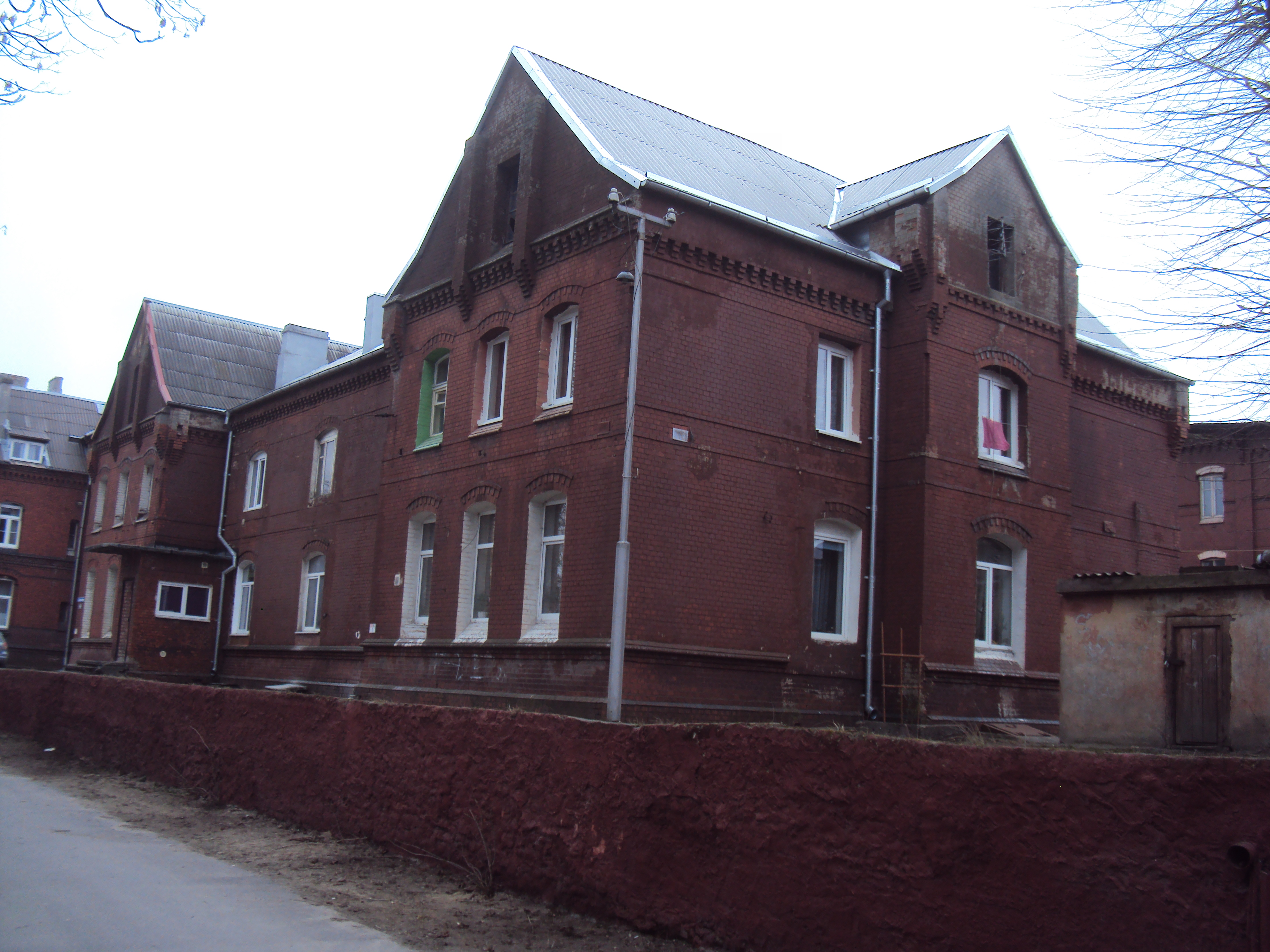
Дом жилой, ул. Аллея смелых, д. 80г
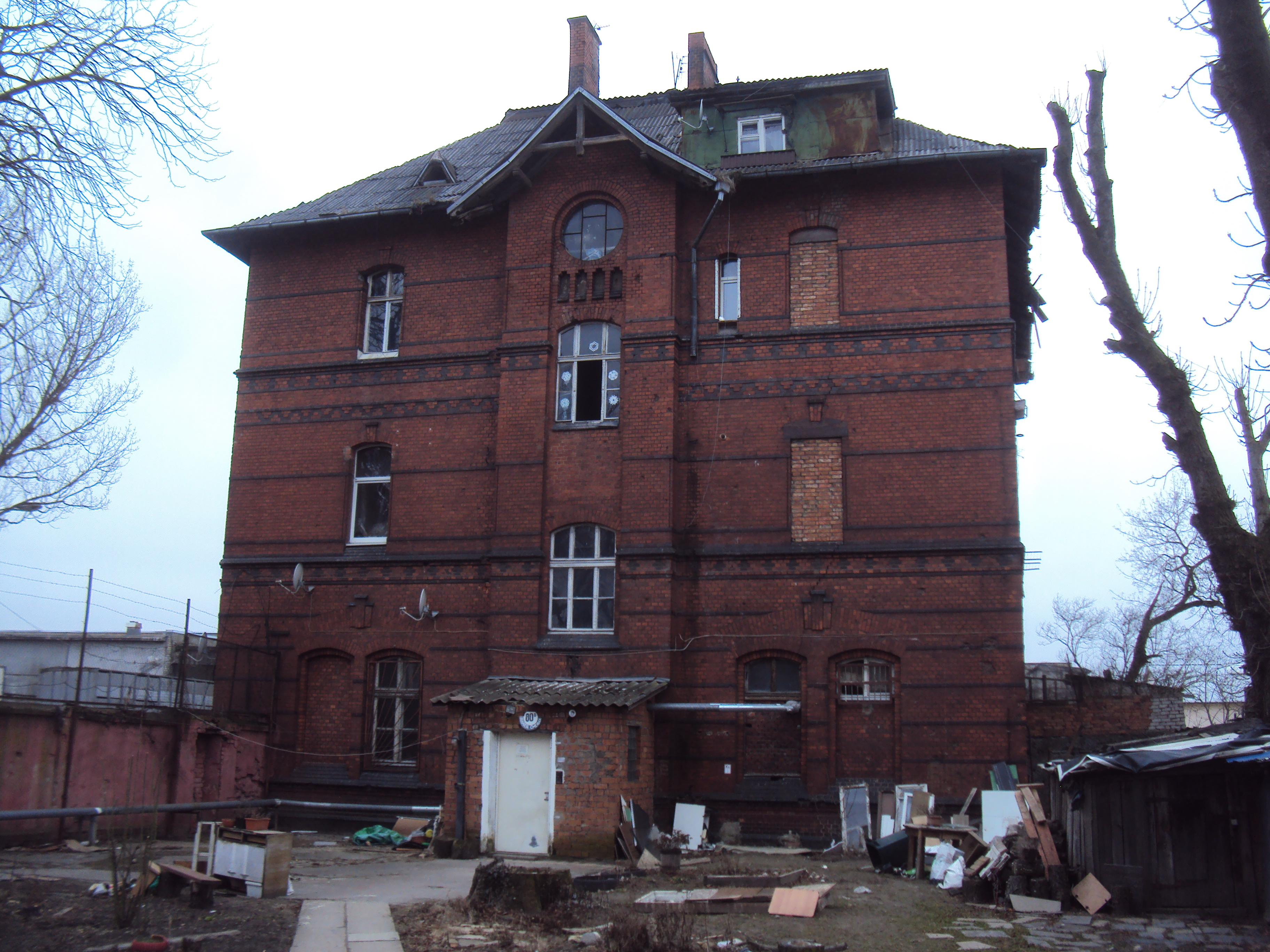
Дом жилой, ул. Аллея смелых, д. 80б
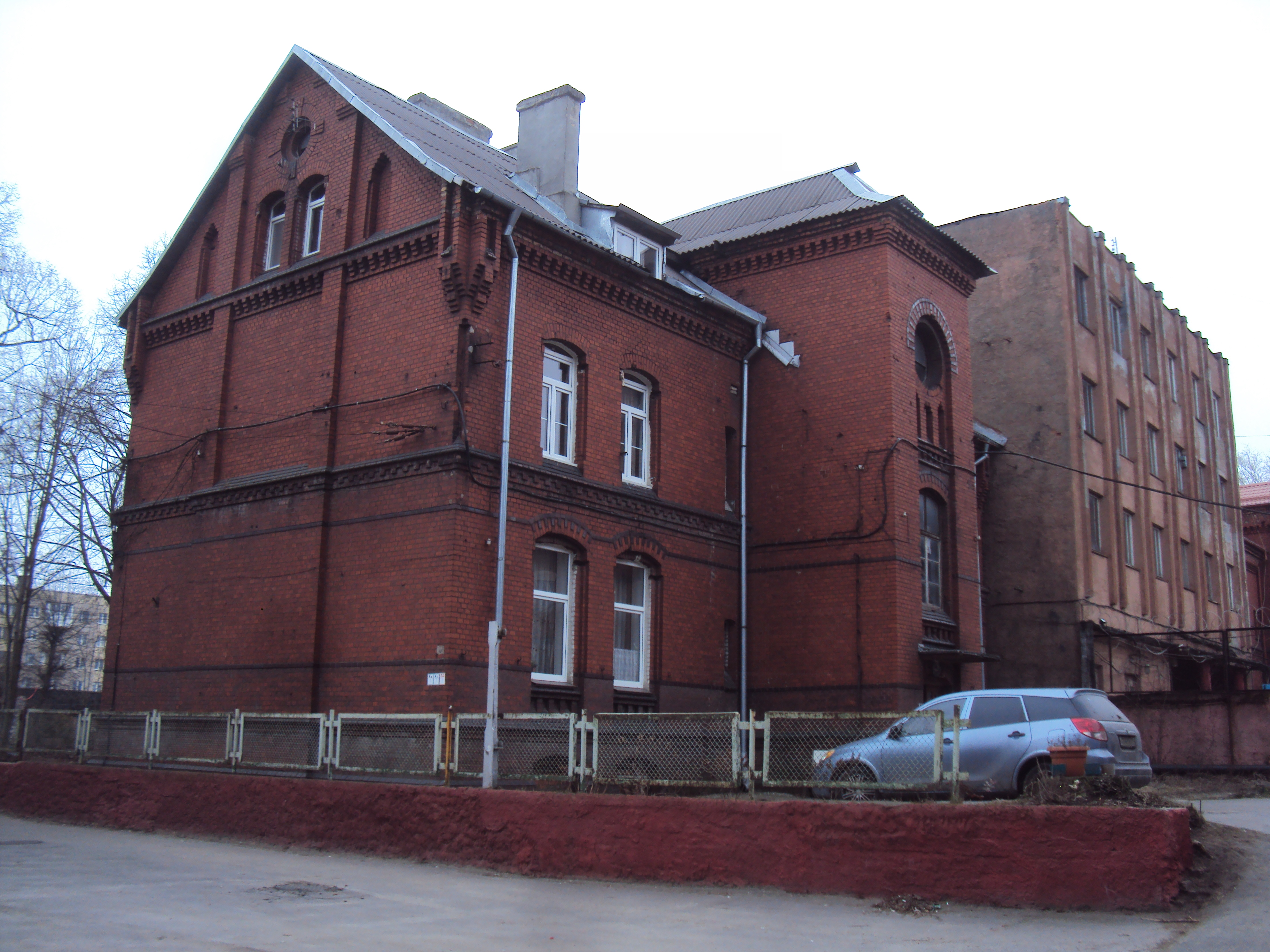
Дом жилой, ул. Аллея смелых, д. 80а
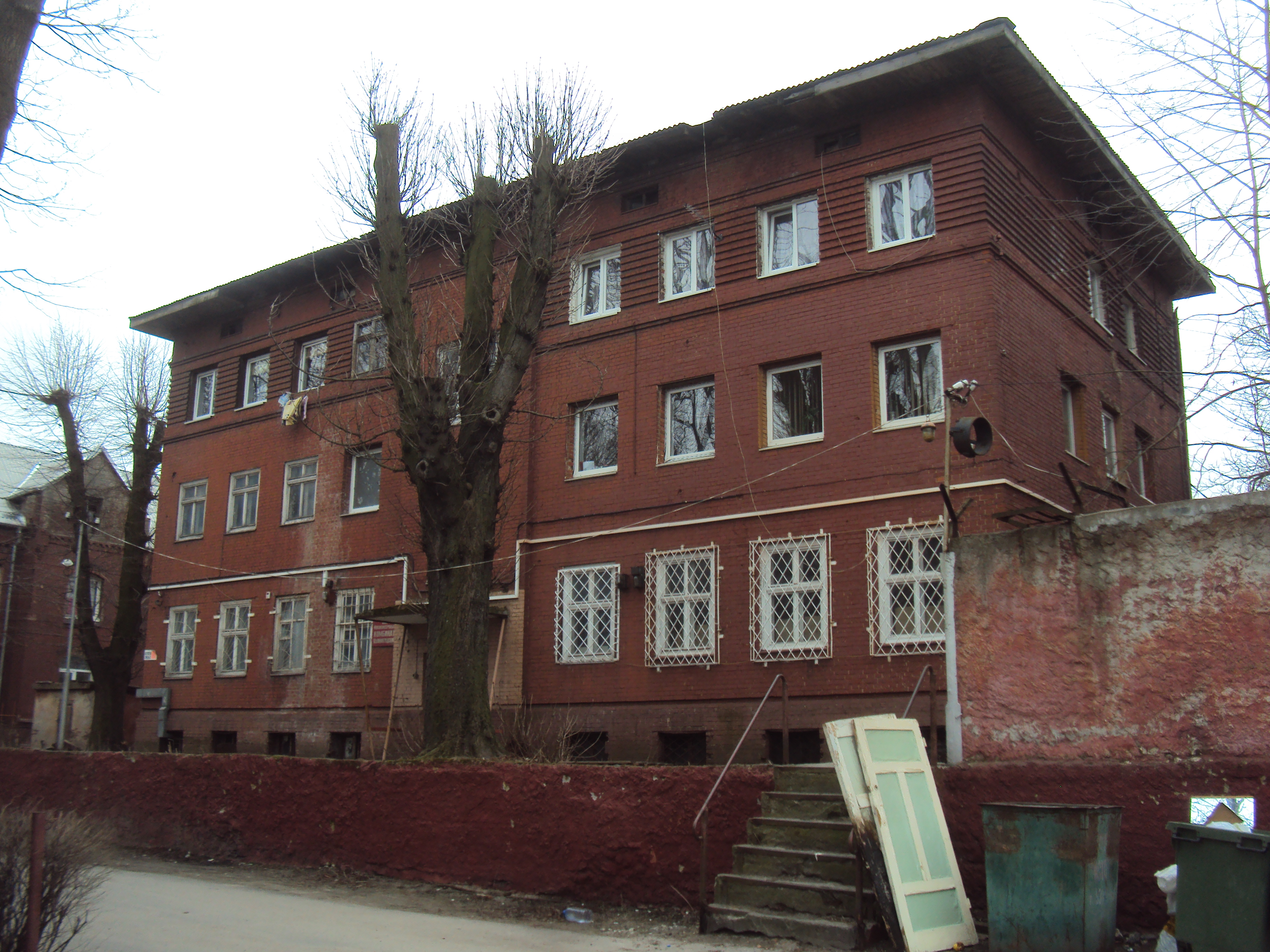
Городская скотобойня, ул. Аллея смелых, д. 80
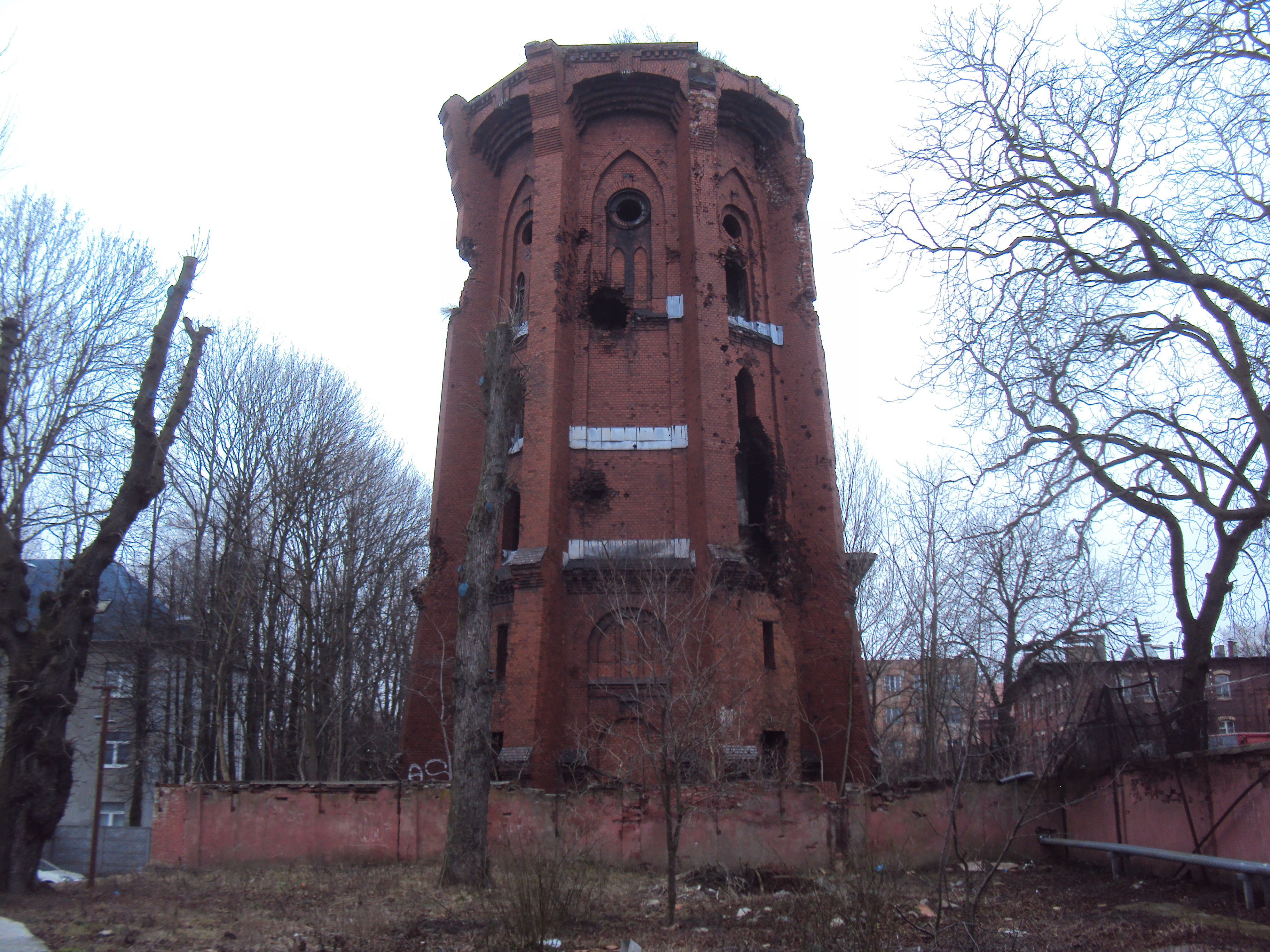
Водонапорная башня